# Kulturgut nationaler Bedeutung
Kulturgut nationaler Bedeutung nennt man im Denkmalschutz unbewegliches, bewegliches, und auch immaterielles Kulturgut, das auf Ebene des Gesamtstaates unter Kulturgutschutz steht. Der Begriff soll von „niederrangigeren“ Ausweisungen regionaler Bedeutung oder der Gesetzgebung einzelner Gliedstaaten oder anderer Verwaltungseinheiten abgrenzen. Als noch hochrangiger ist internationale Bedeutung anzusehen, beispielsweise Register internationaler Organisationen wie der UNESCO (UNO), in Sinne eines übernationalen gemeinsamen Erbes der gesamten Menschheit.
Abzugrenzen – aber durchaus darin enthalten – ist der Begriff des Nationaldenkmals im Sinne eines Baues als Erinnerungsort für die Idee der Nation an sich.
In einem weiteren Sinne kann der Ausdruck auch die Gesamtheit des Kulturerbes eines Staates umfassen, wie das in der Diskussion und völkerrechtlichen Regelung der Bekämpfung illegalen Handels mit Kulturgütern wie auch der Restitution von Beutekunst ein Thema ist.

## Geschichte
Dem Rechtsbegriff  „Kulturgut nationaler Bedeutung“ und dem ihm inhärenten Prinzip von dessen Unveräußerlichkeit und Schutzwürdigkeit stand lange Zeit, und steht teilweise bis heute, die Vorstellung der uneingeschränkten Legitimität der Aneignung von Kriegsbeute durch den Sieger entgegen, zu der auch Kulturgüter gehören könnten. Beutekunst ist deshalb ein kulturelles Phänomen, das es als Folge von Kriegen seit jeher gegeben hat und das lange Zeit fraglos als völkerrechtlich legale Praxis galt. Bereits nach dem Ende der Napoleonischen Herrschaft, die mit der Aneignung von Kulturgütern aus ganz Europa durch Frankreich in großem Stil einherging, beteiligte sich jedoch der Oberaufseher der Kunstschätze des Kirchenstaates Antonio Canova, der sich für die Rückführung der von Napoléon Bonaparte geraubten Kunstwerke des Heiligen Stuhls einsetzte, aktiv an der Entwicklung des damals aufkommenden Begriffs „Nationales Kulturgut“ zu einem Rechtsbegriff, aus dem sich die Vorstellung von dessen Schutzwürdigkeit gegenüber Zerstörung, Zerstreuung und Wegführung ableiten ließ, wodurch insoweit die uneingeschränkte Gültigkeit des Beuterechts infrage gestellt wurde. Er war es auch, der in konsequenter Anwendung der von ihm aufgestellten Grundsätze 1816 dann umgekehrt die Restitution wenigstens eines Teils der 1622 als Kriegsbeute nach Rom verschleppten Handschriften der Bibliotheca Palatina nach Heidelberg, vorwiegend der Codices Palatini germanici, herbeiführte.
Demgemäß verbietet Art. 56  der Haager Landkriegsordnung seit 1907 „jede Beschlagnahme, jede absichtliche Zerstörung oder Beschädigung von derartigen Anlagen, von geschichtlichen Denkmälern oder von Werken der Kunst und Wissenschaft“ als Akt der militärischen Gewalt auf besetztem feindlichem Gebiet. Die Haager Konvention zum Schutz von Kulturgut bei bewaffneten Konflikten von 1954 erkennt in ihrer  Präambel an,

„… dass jede Schädigung von Kulturgut, gleichgültig welchem Volke es gehört, eine Schädigung des kulturellen Erbes der ganzen Menschheit bedeutet, weil jedes Volk seinen Beitrag zur Kultur der Welt leistet …“

## Internationale Schutzkategorien und Programme zu nationalem Kulturgut
- UNESCO:
  - Immaterielles Kulturerbe (Intangible cultural heritage) – Listen der nationalen UNESCO-Komitees (die internationale Auswahl ist die Repräsentative Liste des immateriellen Kulturerbes der Menschheit)

## Liste von nationalen Schutzkategorien nationaler Bedeutung
- Argentinien: Monumento Nacional
- Chile: Monumento Nacional
- China (Volksrepublik): 全國重點文物 Quánguó zhòngdiǎn wénwù, siehe dt. Nationales Kulturdenkmal
- Deutschland: Nationales Kulturgut (eine Kategorie der Bundesebene, § 6 Abs. 1 KGSG), siehe Kulturgutschutzgesetz
- Estland: Kultuurimälestis (Kultuurimälestiste riiklik register), siehe dt. Nationales Kulturdenkmal
- Honduras: Monumento Nacional Histórico
- Frankreich: Monument nationaux, allgemein herausragende Baudenkmale, siehe Centre des monuments nationaux
- Italien: Monumento nazionale
- Irland: National Monument
- Japan: 国宝保存法 Kokuhō („Nationalschatz“) und 重要文化財 Jūyō bunkazai („Wichtiges Kulturgut“), siehe Kulturgutschutzgesetz
- Luxemburg – Patrimoine culturel national, siehe Nationales Institut für das gebaute Erbe
- Namibia: National Heritage, siehe dt. Nationales Erbe
- Österreich – keine spezielle Kategorie, Denkmalschutz ist prinzipiell Bundesebene, siehe Denkmalschutzgesetz
- Portugal: Monumento Nacional
- Schweiz: Kulturgut von nationaler Bedeutung (A-Objekte)
- Singapur: National Monument
- Spanien: Monumento Nacional, eine 1985 abgeschaffte Schutzkategorie, heute Bien de Interés Cultural
- Tschechien: Národní kulturní památka, siehe dt. Nationales Kulturdenkmal
- Uruguay: Monumento Histórico Nacional
- Venezuela: Monumento Histórico Nacional
- Vereinigten Staaten: National Monument